# Saint-Martin-l’Heureux
Saint-Martin-l’Heureux település Franciaországban, Marne megyében. Lakosainak száma 91 fő (2022. január 1.). Saint-Martin-l’Heureux Saint-Clément-à-Arnes, Dontrien, Pontfaverger-Moronvilliers, Prosnes, Saint-Hilaire-le-Petit, Saint-Souplet-sur-Py és Vaudesincourt községekkel határos.

## Népesség
A település népessége az elmúlt években az alábbi módon változott:
| Lakosok száma | 114  | 83   | 91   | 77   | 85   | 84   | 85   | 85   | 84   | 91   |
|               | 1968 | 1982 | 1990 | 2006 | 2013 | 2015 | 2017 | 2019 | 2020 | 2022 |